# Chilicola gutierrezi
Chilicola gutierrezi är en biart som beskrevs av Jesus Santiago Moure 1947. Chilicola gutierrezi ingår i släktet Chilicola och familjen korttungebin. Inga underarter finns listade i Catalogue of Life.